# Suarce
Suarce è un comune francese di 451 abitanti situato nel dipartimento del Territorio di Belfort nella regione della Borgogna-Franca Contea.

## Società

### Evoluzione demografica
Abitanti censiti